# آخوندک آراسته مالزی
آخوندک آراسته مالزی (نام علمی: Compsomantis semirufula) نام یک گونه از سرده آخوندک‌های آراسته است.